# Martina Šimkovičová
Martina Šimkovičová z domu Bučuričová (ur. 29 sierpnia 1971 w Modrej) – słowacka prezenterka telewizyjna i polityk, posłanka do Rady Narodowej, od 2023 minister kultury.

## Życiorys
W 1993 ukończyła pedagogikę opiekuńczą na Uniwersytecie Komeńskiego w Bratysławie. W 2015 doktoryzowała się na tej samej uczelni w zakresie pedagogiki terapeutycznej. Była prezenterką telewizyjną w stacji TV Markíza. W 2010 wzięła udział w programie tanecznym Let’s Dance. Z telewizji została zwolniona w 2015 po tym, jak na Facebooku udostępniała teksty skierowane przeciwko uchodźcom.
W 2016 Boris Kollár umieścił ją na wysokim miejscu listy swojego ugrupowania Jesteśmy Rodziną. W wyborach w tymże roku Martina Šimkovičová uzyskała mandat posłanki do Rady Narodowej. W parlamencie wkrótce została wykluczona z partyjnej frakcji za głosowanie wbrew stanowisku klubu. W 2020 nie uzyskała reelekcji, kandydując z listy formacji HLAS ĽUDU. Podjęła pracę jako prezenterka internetowej telewizji Slovan, propagującej m.in. treści przeciwko rządowym obostrzeniom z okresu pandemii COVID-19. W 2023 po raz drugi została deputowaną, startując tym razem z ramienia Słowackiej Partii Narodowej.
W październiku 2023 objęła urząd ministra kultury w czwartym rządzie Roberta Ficy.